# Yūneslū
Yūneslū (persiska: يونِسلو, یونس لو) är en ort i Iran.   Den ligger i provinsen Västazarbaijan, i den nordvästra delen av landet, 600 km väster om huvudstaden Teheran. Yūneslū ligger 1 486 meter över havet och antalet invånare är 258.
Terrängen runt Yūneslū är kuperad åt nordväst, men åt sydost är den platt. Runt Yūneslū är det ganska tätbefolkat, med 108 invånare per kvadratkilometer. Närmaste större samhälle är Naqadeh, 16,3 km sydost om Yūneslū. Trakten runt Yūneslū består i huvudsak av gräsmarker.